# Nymphon clarencei
Nymphon clarencei is een zeespin uit de familie Nymphonidae. De soort behoort tot het geslacht Nymphon. Nymphon clarencei werd in 1932 voor het eerst wetenschappelijk beschreven door Gordon. 